# Jurij Kokszarow
Jurij Aleksandrowicz Kokszarow, ros. Юрий Александрович Кокшаров (ur. 1 listopada 1985 w Czelabińsku) – rosyjski hokeista.

## Kariera
- Amur 2 Chabarowsk (2002-2004)
- Golden Amur (2004-2005)
- Zauralje Kurgan (2005-2007)
- Kristałł Saratów (2007-2008)
- Łada Togliatti (2008)
- Jugra Chanty-Mansyjsk (2008-2009)
- Amur Chabarowsk (2009-2011)
- Jermak Angarsk (2011)
- Mietałłurg Nowokuźnieck (2011-2012)
- Donbas 2 Donieck (2012)
- Toros Nieftiekamsk (2012-2013)
- Witiaź Podolsk (2013-2017)
- Łada Togliatti (2017)
- Arłan Kokczetaw (2017)
- Mietałłurg Nowokuźnieck (2017-2018)
- Dizel Penza (2018-2019)
- HK Homel (2019-2020)

Wychowanek Traktora Czelabińsk. Od września 2013 zawodnik Witiazia Podolsk. Od czerwca do sierpnia 2017 zawodnik Łady Togliatti. Od września do października 2017 zawodnik kazachskiego Arłanu Kokczetaw. W sezonie 2019/2020 był zawodnikiem HK Homel.

## Sukcesy
Klubowe
- Złoty medal wyższej ligi: 2009 z Jugrą Chanty-Mansyjsk
- Złoty medal mistrzostw Ukrainy: 2012 z Donbasem 2 Donieck
- Złoty medal Wyższej Hokejowej Ligi /  Puchar Bratina: 2013 z Torosem Nieftiekamsk

Indywidualne
- Profesionalna Chokejna Liha (2011/2012):
  - Najbardziej Wartościowy Zawodnik (MVP) w fazie play-off[8]
- Wysszaja Chokkiejnaja Liga (2012/2013):
  - Czwarte miejsce w klasyfikacji strzelców goli w fazie play-off: 7 goli
  - Pierwsze miejsce w klasyfikacji strzelców zwycięskich goli w fazie play-off: 4 gole
  - Szóste miejsce w klasyfikacji kanadyjskiej w fazie play-off: 14 punktów
  - Czwarte miejsce w klasyfikacji +/- w fazie play-off: +9